# Hot Sauce
Pour plus de détails, voir Fiche technique et Distribution.
Hot Sauce (Sauce piquante) est un film canadien réalisé par Bashar Shbib, sorti en 1997. C’est le premier volet d’une série de six films appelée The Senses (Les sens). Le sens qui y est privilégié est le goût.

## Synopsis
À la suite d’une agression, Bill Gabriel Young, un réalisateur de films de série B, souffre d’amnésie. La nourriture épicée se révèle être le remède qui lui permettra de retrouver progressivement la mémoire. Mais le portrait qui se tisse progressivement s’avère être peu flatteur.

## Fiche technique
- Titre : Hot Sauce
- Réalisation : Bashar Shbib
- Scénario : Bashar Shbib
- Production : Pierre Latour, Bashar Shbib, Michel Zgarka
- Photographie : Jay Ferguson
- Montage : Heidi Haines
- Musique : Jean-François Fabiano
- Pays d'origine : Canada
- Langue : anglais
- Durée : 81 min
- Format : couleur, 35 mm
- Date de sortie : 9 mai 1997[1],[2].

## Distribution
- Bill Gabriel Young : Bashar Shbib
- Bella : Susan Eyton-Jones
- Tanya : Maïa Nadon-Shbib

## Diffusion
Hot Sauce est sorti en même temps que les autres volets de The Senses au cinéma l’Impérial à Montréal, le 9 mai 1997,.

## Style et genre
Le personnage principal, joué par Bashar Shbib lui-même, est une version parodique du réalisateur. Le film permet à Bashar Shbib de répondre à toutes les rumeurs qu’il a entendu circuler à son propos,.  

Hot Sauce est composé de faux témoignages, raison pour laquelle il a été qualifié de « faux documentaire ».

## Autour du film
En février 1996, la maison de Bashar Shbib est détruite par un incendie. Le traumatisme engendré par cet événement est la source d'inspiration pour son film Hot Sauce.

### Commentaires du réalisateur
« Je voulais montrer qu’à partir de 35 ans, seul un traumatisme peut nous faire changer vraiment. Le mien m’a permis de réaliser que j’avais jusque-là vécu des émotions, une certaine recherche intellectuelle et spirituelle, mais peu d’expériences sensorielles. Je vois maintenant le monde d’un œil neuf, j’écoute, je goûte, je sens différemment ».